# Даунтаун Дубай
Даунтаун Дубай (также Даунтаун Дубая), прежнее название Даунтаун Бурдж Дубай — это широкомасштабный комплекс смешанного использования, находящийся в стадии строительства в Дубае в ОАЭ. Он является местом, в котором разместились основные достопримечательности города, включая Бурдж-Халифа, Дубай Молл (The Dubai Mall) и фонтан Дубай. Район занимает площадь в 2 км2, а затраты на строительство оцениваются в 20 млрд $ (73 млрд дирхам).
Комплекс расположен вдоль шоссе шейха Зайда, пересекаясь с районом Аль-Васль на северо-западе. На юге он граничит с Business Bay, а на северо-востоке отделяется от районов Заабель и Трейд Центр шоссе Файненшиал Центр (Financial Centre). В районе располагается станция красной ветки дубайского метрополитена Бурдж-Халифа / Дубай Молл. Развязка First Interchange, находящаяся в финальной стадии строительства, обеспечивает свободный въезд и выезд транспорта из этого района.
Строительство разделено на 11 проектов, из которых Бурдж-Халифа, фонтан Дубай, Dubai Mall, остров Бурдж-Парк и отель The Address Downtown Dubai расположены в центре комплекса. The Old Town и The Old Town Island в основном состоят из малоэтажной жилой застройки в дополнение к трём гостиницам и Сук аль-Бахар. Emaar Boulevard, The Residences и South Ridge являются высотными жилыми башнями. Emaar Square — это малоэтажный офисный комплекс.

## Достопримечательности

### Бурдж-Халифа
Бурдж-Халифа — это самый высокий в мире небоскрёб, занимающий центральную часть даунтауна Дубай. Имея высоту 828 м, он занимает первые позиции в списке самых высоких зданий мира и списке самых высоких зданий и сооружений мира. Строительные работы были начаты 21 сентября 2004 года и были завершены 4 января 2010 года. Затраты по возведению Бурдж-Халифа составили 1,5 млрд $.

### Dubai Mall

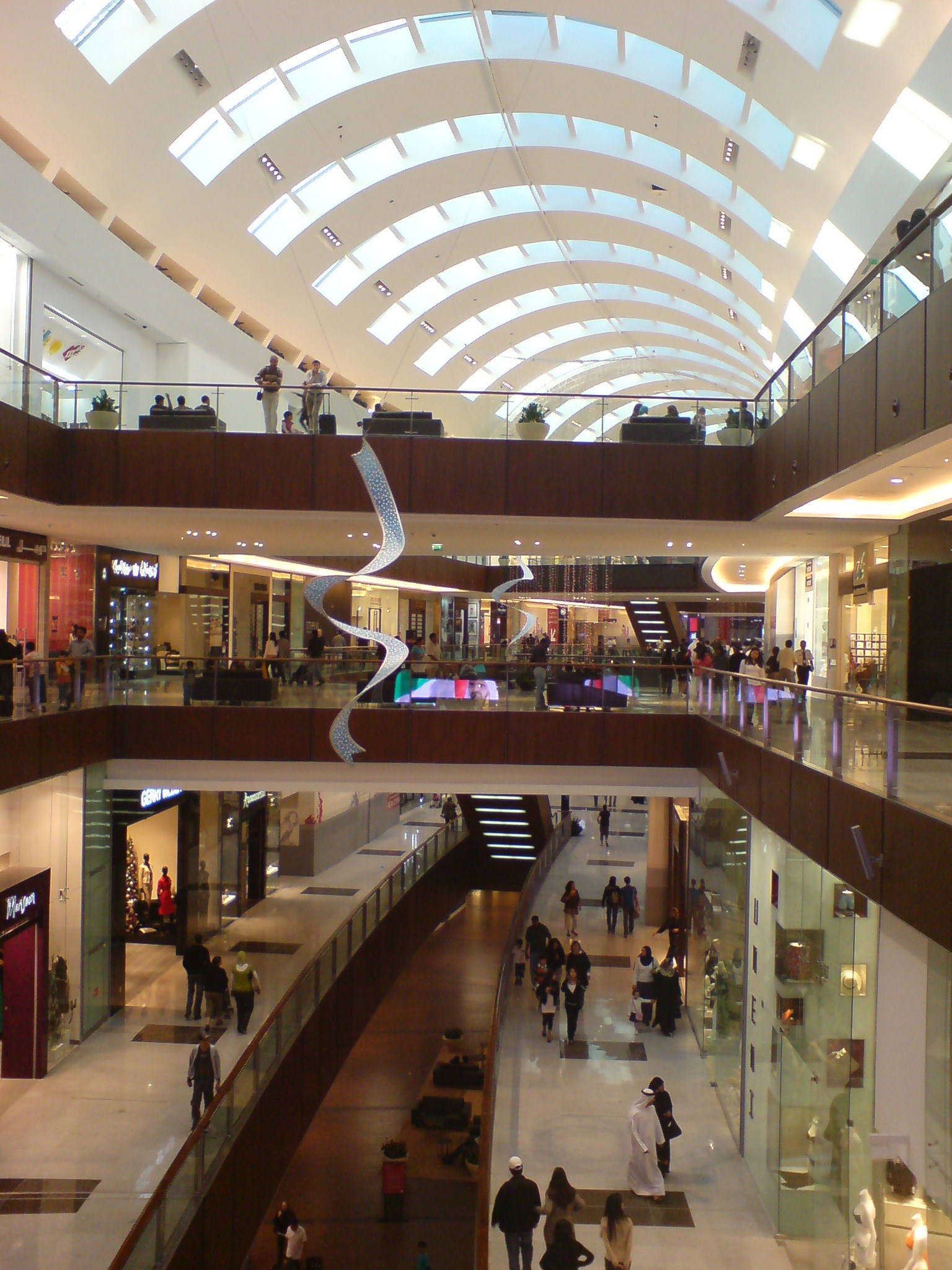
Интерьер Dubai Mall

Торговый центр Dubai Mall является крупнейшим в мире по общей площади помещений. В нём работают свыше 1200 магазинов в дополнение к большому количеству аттракционов, включая каток олимпийских размеров, аквариум и водный зоопарк. Доступ к торговому центру открыт со стороны Doha Street, перестроенной в двухэтажную магистраль в апреле 2009 года. Dubai Mall был открыт 4 ноября 2008 года, после двух срывов сроков, где были представлены товары 600 ретейлеров, что сделало открытие центра самым крупным в истории розничной торговли. Однако, он не стал первым в списке самых крупных торговых центров мира и уступает в этой категории нескольким центрам, включая West Edmonton Mall, New South China Mall и другие.

### Фонтан Дубай
Система фонтанов стоимостью 800 млн дирхам (217 млн $), занимающая ряд первых мест, была разработана калифорнийской компанией WET, выполнявшей проектирование фонтана в озере перед отелем Белладжио в Лас-Вегасе. Фонтан подсвечивается 6600 источниками света и 50 цветными прожекторами, имеет длину 275 м и выстреливает струи воды в воздух на высоту до 150 м под звуки мелодий, начиная от классических и заканчивая современными арабскими и европейскими мотивами. 26 октября 2008 компания Emaar огласила результаты конкурса по выбору названия фонтана и победителем стало Фонтан Дубай.

### Адрес Даунтаун Дубай
Адрес Даунтаун Дубай — это небоскрёб, имеющий высоту 306 м, находящийся рядом с Dubai Mall, Old Town и озером Бурдж-Халифа в Дубае. Здание включает отель и жилые этажи и состоит из 63 этажей. Башня является одним из самых высоких зданий даунтауна Дубай, где центральное место занимает Бурдж-Халифа. Работы по возведению здания были завершены в апреле 2008 года и оно стало 6-м в списке самых высоких зданий Дубая и 36-м в списке самых высоких зданий мира. В сентябре 2008 года все работы были завершены.